# Knowsley
Knowsley este un Burg Metropolitan în cadrul Comitatului Metropolitan Merseyside în regiunea North West England. Este divizat în 6 zone.

## Orașe din district
- Halewood
- Kirkby
- Prescot
- Whiston

1. ↑   https://ons.maps.arcgis.com/home/item.html?id=a79de233ad254a6d9f76298e666abb2b Lipsește sau este vid: |title= (ajutor)
2. ↑  Aligned ISNI and Ringgold identifiers for institutions, accesat în 29 mai 2019